# Temasek Holdings
Temasek Holdings é um fundo soberano de Singapura fundado em 1975.

## Principais investimentos
Setores financeiro e bancário
- DBS Group Holdings (28% em 2007)
- Bank Danamon (link) (59% em 2007)
- PT Bank Internasional Indonesia (link) (34% as of 2007)
- Hana Financial (10% em 2007)
- ICICI Bank (10% em 2007)
- Fullerton Fund Management
- China Minsheng Banking Corporation
- China Construction Bank (6%) (31 de março de 2007)
- Bank of China (5% em2007)
- NIB Bank Pakistan (72.6%) (7 de julho de 2005)
- Standard Chartered Bank (19%)
- E.Sun Financial Holding Company (6%)
- Barclays Bank (2.1%)
- Merrill Lynch (até 9.9%)[1]

Telecom & Mídia
- MediaCorp (100% em 2007)
- Singapore Press Holdings
- Singapore Telecommunications (56% em2007)
- Shin Corporation (42% em2007)
- ST Telemedia (100% em 2007)
- Telekom Malaysia (5% em 2004)
- TeleSystem (2.6%)

Indústria
- Netshoes
- Singapore Technologies (link)
- Keppel Corporation
- SembCorp Industries

Transporte & Logística
- PSA International (100% em 2007)
- SIA (55% em 2007)
- Jetstar Asia Airways (19% em 2004)
- Tiger Aviation (11% em 2003)
- SpiceJet
- Neptune Orient Lines (66% em 2007)
- SMRT Corporation (55% em 2007)

Imóveis
- CapitaLand (40% em2007)
- Mapletree Investments (100%) (link)
- Keppel Land (link)
- The Ascott Group (link)
- Raffles Holdings

Infrastrutura, Industrial & Engenharia
- Keppel Corporation (21%)
- Singapore Technologies Engineering (53%)
- SembCorp Industries (49%)

Energia
- Singapore Power (100%)
- PowerSeraya (100%) (link)
- Senoko Power (100%) (link)
- Tuas Power (100%) (link)
- City Gas
- Gas Supply
- China Power

Tecnologia
- Chartered Semiconductor Manufacturing (60%)
- STATS ChipPAC (83%) (31 Maio 2007) (link)

Diversos
- Wildlife Reserves Singapore (88%)
- Fraser and Neave (15%)
- Singapore Food Industries (70%)

Farmacêutico
- Quintiles (16% em 2004)
- Matrix Laboratories (14% em 2004)

Fonte: Temasek Holdings